# Alberic Schotte
Alberic Schotte, detto Briek (Kanegem, 7 settembre 1919 – Kortrijk, 4 aprile 2004), è stato un ciclista su strada, pistard e dirigente sportivo belga.
Professionista dal 1939 al 1959, fu due volte Campione del mondo di ciclismo su strada, nel 1948 e 1950.
Ciclista di notevole classe si affermò nelle più importanti classiche del Nord Europa ed in molte semi-classiche e corse a tappe belghe e francesi; nel suo palmares figurano due edizioni di Giro delle Fiandre, Gand-Wevelgem, Parigi-Tours e Parigi-Bruxelles ed il Giro del Lussemburgo 1946.
Ottenne inoltre un successo di tappa al Tour de France 1947 e concluse al secondo posto l'edizione del 1948, dietro l'italiano Gino Bartali.
Nel 1948 fu vincitore del Challenge Desgrange-Colombo, trofeo antesignano dell'UCI World Ranking.

## Palmarès
- 1939 (Indipendente, tre vittorie)

Grand Prix du Bruxelles
Champion du Limbourg
Champion de Flandre-Occidentale
- 1939 (Mercier, una vittoria)

Classifica generale Tour de l'Ouest
- 1940 (Mercier, una vittoria)

Ransart-Beaumont-Ransart
- 1941 (Mercier, due vittorie)

Kampioenschap van Vlaanderen
Grote Prijs Alberic Schotte-Desselgem
- 1942 (Mercier, due vittorie)

Giro delle Fiandre
Grote Prijs Alberic Schotte-Desselgem
- 1944 (Helyette/A.Tralioux-Wolber, una vittoria)

Grand Prix Wetteren
- 1945 (Alcyon-Dunlop/Groene Leeuw, due vittorie)

Prijs Jules Lowie
Tielt-Antwerpen-Tielt
- 1946 (Alcyon-Dunlop/Groene Leeuw, sette vittorie)

1ª tappa Dwars door Vlaanderen (Waregem > Sint-Truiden)
Omloop der Vlaamse Gewesten
Parigi-Bruxelles
Parigi-Tours
1ª tappa Giro del Lussemburgo (Lussemburgo > Dudelange)
2ª tappa Giro del Lussemburgo (Dudelange > Rodange)
Classifica generale Giro del Lussemburgo
- 1947 (Alcyon-Dunlop/Groene Leeuw/Benotto/Olmo, due vittorie)

Parigi-Tours
21ª tappa Tour de France (Caen > Parigi)
- 1948 (Alcyon-Dunlop/Groene Leeuw, due vittorie)

Giro delle Fiandre
Campionati del mondo, Prova in linea
- 1949 (Alcyon-Dunlop/Fiorelli, una vittoria)

Grote Prijs Stad Vilvoorde
- 1950 (Alcyon-Dunlop/Girardengo, due vittorie)

Gent-Wevelgem
5ª tappa Ronde van Nederland (Baarle-Nassau > Eindhoven)
Campionati del mondo, Prova in linea
- 1951 (Alcyon-Dunlop/Girardengo/Ursus, una vittoria)

Vijfbergenomloop
- 1952 (Alcyon-Dunlop/Girardengo, due vittorie)

Omloop der Zuid-West-Vlaamse Bergen
Paris-Bruxelles
- 1953 (Alcyon-Dunlop, due vittorie)

Flèche anversoise
Classifica generale Dwars door Vlaanderen
- 1954 (Alcyon-Dunlop, due vittorie)

Omloop der drie Provinicien
Kampioenschap van Vlaanderen
- 1955 (Alcyon-Dunlop, quattro vittorie)

5ª tappa Dwars door Vlaanderen (Waregem > Waregem, cronometro)
Classifica generale Dwars door Vlaanderen
Grote Scheldeprijs
Gent-Wevelgem
- 1956 (Alcyon-Dunlop/Faema, due vittorie)

5ª tappa Grand Prix Bali (Saarbrücken > Karlsruhe)
Classifica generale Grand Prix Bali
- 1958 (Libertas, una vittoria)

Omloop van de Westkust-De Panne

### Altri successi
- 1939 (Indipendente, tre vittorie)

Wellen (criterium)
Aartrijke (criterium)
Malines (criterium)
- 1941 (Mercier, una vittoria)

Merelbeke (Criterium)
- 1945 (Alcyon-Dunlop/Groene Leeuw, una vittoria)

Anzegem (Kermesse)
- 1946 (Alcyon-Dunlop/Groene Leeuw, due vittorie)

Omloop Mandel-Leie-Schelde (Derny)
Campionati belgi, per club
- 1947 (Alcyon-Dunlop/Groene Leeuw/Benotto/Olmo, due vittorie)

Heule (Kermesse)
Campionati belgi, per club
- 1948 (Alcyon-Dunlop/Groene Leeuw, una vittoria)

Classifica finale Challenge Desgrange-Colombo
- 1950 (Alcyon-Dunlop/Girardengo, due vittorie)

Aalst (Criterium)
Montenaken (Kermesse)
- 1954 (Alcyon-Dunlop, due vittorie)

Oedelem (Kermesse)
Soignies (Kermesse)
- 1956 (Alcyon-Dunlop/Faema, tre vittorie)

Lauwe (Kermesse)
Boulogne sur Mer (Criterium)
2ª tappa, 2ª semitappa Driedaagse van Antwerpen (Anversa > Anversa)
- 1957 (Peugeot, tre vittorie)

Langemark (Kermesse)
Wervik (Kermesse)
Campionati belgi, per club
- 1958 (Libertas, due vittorie)

De Panne (Kermesse)
Campionati belgi, per club

## Piazzamenti

### Grandi Giri
- Tour de France

1947: 13º
1948: 2º
1949: 33º
1950: 22º
- Giro d'Italia

1951: ritirato

### Classiche monumento
- Milano-Sanremo

1949: 83º
1951: 27º
1954: 13º
1955: 17º
1956: 21º
1957: 17º
1958: 10º
- Giro delle Fiandre

1940: 3º
1942: vincitore
1943: 18º
1944: 2º
1945: 21º
1946: 3º
1948: vincitore
1949: 3º
1950: 2º
1952: 3º
1953: 15º
1954: 21º
1955: 24º
1956: 8º
1957: 21º
1958: 6º
- Parigi-Roubaix

1947: 5º
1948: 20º
1949: 12º
1951: 12º
1952: 12º
1953: 42º
1954: 31º
1955: 16º
1956: 12º
1957: 18º
1958: 13º
1959: 11º
- Liegi-Bastogne-Liegi

1943: 4º
1947: 25º
1950: 4º
1951: 20º
1952: 22º
1953: 8º
1955: 14º
1956: 17º
1958: 13º
1959: 21º
- Giro di Lombardia

1947: 7º
1948: 19º

### Competizioni mondiali

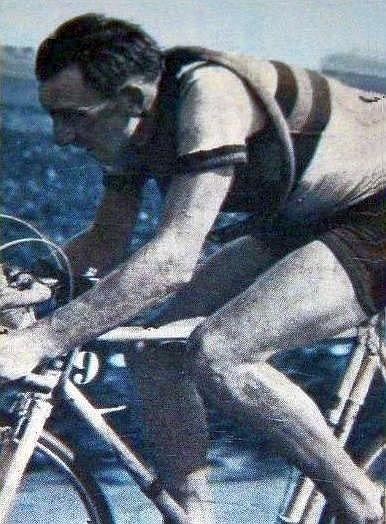
Alberic Schotte, in maglia iridata nel 1950

- Campionati del mondo su strada

Zurigo 1946 - In linea: 14º
Valkenburg 1948 - In linea: vincitore
Copenaghen 1949 - In linea: 4º
Moorslede 1950 - In linea: vincitore
Varese 1951 - In linea: 20º
Lussemburgo 1952 - In linea: 35º
Lugano 1953 - In linea: 18º
Solingen 1954 - In linea: ritirato
Frascati 1955 - In linea: ritirato

## Riconoscimenti
- Trophée Edmond Gentil nel 1948
- Trofeo belga per il Merito sportivo nel 1950